# Gran Premio del Giappone 1999
Il Gran Premio del Giappone 1999 è stato un Gran Premio di Formula 1 disputato il 31 ottobre 1999 sul Circuito di Suzuka. La gara è stata vinta da Mika Häkkinen, su McLaren; grazie a questa vittoria il pilota finlandese ha conquistato il secondo titolo iridato in carriera. Secondo e terzo sono giunti rispettivamente Michael Schumacher ed Eddie Irvine; la Ferrari ha ottenuto il primo titolo costruttori dal 1983. Inoltre è stata l'ultima gara in F1 per Damon Hill, Alessandro Zanardi, Toranosuke Takagi e, tra i team, per la Stewart.

## Qualifiche
Michael Schumacher conquista la seconda pole position consecutiva, dopo un intenso duello con Häkkinen; terzo è Coulthard, seguito da Frentzen ed Irvine, autore di un brutto incidente verso la fine della sessione di qualifiche. Il pilota della Ferrari precede le due Prost di Panis e Trulli, particolarmente competitive grazie anche ad una versione evoluta del motore da qualifica della Peugeot. Chiudono la top ten Herbert, Ralf Schumacher e Alesi. Per quanto riguarda la lotta per il mondiale, Eddie Irvine si trova in vantaggio di 4 punti su Mika Hakkinen; il finlandese può però trarre vantaggio dal fatto che a pari punti sarebbe campione del mondo in virtù dei migliori piazzamenti ottenuti durante il campionato.

### Classifica
| Pos | N  | Pilota                | Costruttore/Motore   | Giro     | Gap    |
| --- | -- | --------------------- | -------------------- | -------- | ------ |
| 1   | 3  | Michael Schumacher    | Ferrari              | 1:37.470 |        |
| 2   | 1  | Mika Häkkinen         | McLaren - Mercedes   | 1:37.820 | +0.350 |
| 3   | 2  | David Coulthard       | McLaren - Mercedes   | 1:38.239 | +0.769 |
| 4   | 8  | Heinz-Harald Frentzen | Jordan - Mugen-Honda | 1:38.696 | +1.226 |
| 5   | 4  | Eddie Irvine          | Ferrari              | 1:38.975 | +1.505 |
| 6   | 18 | Olivier Panis         | Prost - Peugeot      | 1:39.623 | +2.153 |
| 7   | 19 | Jarno Trulli          | Prost - Peugeot      | 1:39.644 | +2.174 |
| 8   | 17 | Johnny Herbert        | Stewart - Ford       | 1:39.706 | +2.236 |
| 9   | 6  | Ralf Schumacher       | Williams - Supertec  | 1:39.717 | +2.247 |
| 10  | 11 | Jean Alesi            | Sauber - Petronas    | 1:39.721 | +2.251 |
| 11  | 22 | Jacques Villeneuve    | BAR - Supertec       | 1:39.732 | +2.262 |
| 12  | 7  | Damon Hill            | Jordan - Mugen-Honda | 1:40.140 | +2.670 |
| 13  | 16 | Rubens Barrichello    | Stewart - Ford       | 1:40.140 | +2.670 |
| 14  | 9  | Giancarlo Fisichella  | Benetton - Playlife  | 1:40.261 | +2.791 |
| 15  | 10 | Alexander Wurz        | Benetton - Playlife  | 1:40.303 | +2.833 |
| 16  | 5  | Alessandro Zanardi    | Williams - Supertec  | 1:40.403 | +2.933 |
| 17  | 12 | Pedro Diniz           | Sauber - Petronas    | 1:40.740 | +3.270 |
| 18  | 23 | Ricardo Zonta         | BAR - Supertec       | 1:40.861 | +3.391 |
| 19  | 15 | Toranosuke Takagi     | Arrows               | 1:41.067 | +3.597 |
| 20  | 21 | Marc Gené             | Minardi - Ford       | 1:41.529 | +4.059 |
| 21  | 14 | Pedro de la Rosa      | Arrows               | 1:41.708 | +4.238 |
| 22  | 20 | Luca Badoer           | Minardi - Ford       | 1:42.515 | +5.045 |

## Gara
Al via Häkkinen scatta meglio di Michael Schumacher: il tedesco tenta di chiudere la traiettoria al rivale, ma deve lasciarlo passare. Partono bene anche Panis ed Irvine, che si inseriscono al terzo ed al quarto posto davanti a Coulthard e Frentzen. Häkkinen guadagna subito un buon margine su Schumacher; alle spalle della coppia di testa, Irvine non riesce ad avere la meglio su Panis, superandolo solo dopo il pit stop del pilota francese nel corso del 16º passaggio. Tre tornate più tardi rifornisce anche Häkkinen, la cui sosta è leggermente prolungata da un problema con la ruota anteriore sinistra; il finlandese mantiene comunque facilmente la posizione nei confronti di Schumacher, che effettua il suo primo pit stop al 22º passaggio. Tutti i piloti di testa hanno optato per la strategia delle due soste.
Alla fine della prima serie di rifornimenti ai  Häkkinen conduce la corsa davanti a Michael Schumacher con circa 6 secondi e mezzo di vantaggio, seguono Coulthard (che ha avuto la meglio su Irvine fermandosi ai box un giro prima), Irvine, Frentzen e Ralf Schumacher (Panis si era dovuto ritirare al 19º giro per un problema all'alternatore della sua Prost). I meccanici Ferrari durante la sosta hanno aumentato il carico aerodinamico sull'alettone anteriore di Schumacher ed il pilota tedesco fa segnare giri record leggermente più veloci di Hakkinen che però viaggia costantemente sui suoi migliori tempi e riesce a non far scendere mai il distacco sotto i 5 secondi; non ci sono cambiamenti fino a circa metà gara, quando Irvine comincia ad essere rallentato da Coulthard su ordine della McLaren, al fine di far perdere posizioni al ferrarista (in virtù del fatto che se Hakkinen dovesse scivolare al secondo posto, avrebbe bisogno che Irvine non arrivi nei primi 4 per poter vincere il titolo).
Frentzen e Ralf Schumacher raggiungono in pochi giri Irvine ma il circuito di Suzuka non offre molti punti per il sorpasso. Alla Jordan decidono così di provare il sorpasso col pit stop anticipando la seconda sosta di Frentzen; l'idea piace anche agli uomini della Williams che chiamano ai box Ralf Schumacher per il giro successivo; alla Ferrari, a questo punto, decidono di richiamare subito ai box anche Irvine per evitare che perda troppo terreno dietro a Coulthard. Il piano della McLaren però non va a buon fine: un pit stop strepitoso dei meccanici Ferrari di soli 6,3 secondi permette ad Irvine di mantenere la propria posizione, inoltre Coulthard perde il controllo della propria vettura due giri più tardi andando a sbattere contro le barriere e servendo di fatto su un piatto d'argento il mondiale costruttori alla scuderia di Maranello; lo scozzese riesce a raggiungere i box, dove sostituisce il musetto. Alla ripartenza, il pilota della McLaren si trova davanti a Michael Schumacher e ne approfitta per rallentarlo per alcune curve prima di essere doppiato.
Il mondiale piloti invece è ora tutto sulle spalle di Mika Hakkinen che, con Irvine saldamente in zona podio, deve assolutamente mantenere la testa della corsa fino al traguardo. La seconda serie di pit stop non porta cambiamenti nella classifica, con Häkkinen che continua a controllare la gara davanti a Michael Schumacher, Irvine, Frentzen, Ralf Schumacher e Alesi (Coulthard intanto decide di ritirarsi dopo essere scivolato al 9º posto ed aver effettuato qualche giro con una vettura piuttosto instabile per il danneggiamento delle paratie laterali dovute al suo fuoripista oltre ad un successivo problema idraulico).
Vedendo che Hakkinen non da segni di cedimento, negli ultimi giri la Ferrari fa rallentare Schumacher per evitare così qualsiasi rischio di perdere anche il mondiale costruttori che manca ormai da 16 anni; il finlandese della McLaren dunque, può calare a sua volta il ritmo e dopo essere arrivato addirittura a pochi secondi dal doppiaggio di Irvine, decide di mantenersi dietro anche a Frentzen e Ralf Schumacher. Hakkinen conquista così la quinta vittoria stagionale ed il secondo titolo iridato in carriera. Secondo è Michael Schumacher, che sale sul podio insieme al compagno di squadra Irvine e la Ferrari  conquista quindi il nono titolo costruttori della sua storia, il primo dal 1983. Chiudono la zona punti Frentzen, Ralf Schumacher ed Alesi; Hill, all'ultima gara in carriera, si ritira al 21º giro dopo che un'uscita di pista lo aveva fatto sprofondare indietro in classifica. 

### Classifica
| Pos | N  | Pilota                | Costruttore/Motore   | Giri | Tempo/Ritiro       | Griglia | Punti |
| --- | -- | --------------------- | -------------------- | ---- | ------------------ | ------- | ----- |
| 1   | 1  | Mika Häkkinen         | McLaren - Mercedes   | 53   | 1:31:18.785        | 2       | 10    |
| 2   | 3  | Michael Schumacher    | Ferrari              | 53   | +5.015             | 1       | 6     |
| 3   | 4  | Eddie Irvine          | Ferrari              | 53   | +1:35.688          | 5       | 4     |
| 4   | 8  | Heinz-Harald Frentzen | Jordan - Mugen-Honda | 53   | +1:38.635          | 4       | 3     |
| 5   | 6  | Ralf Schumacher       | Williams - Supertec  | 53   | +1:39.494          | 9       | 2     |
| 6   | 11 | Jean Alesi            | Sauber - Petronas    | 52   | +1 giro            | 10      | 1     |
| 7   | 17 | Johnny Herbert        | Stewart - Ford       | 52   | +1 giro            | 8       |       |
| 8   | 16 | Rubens Barrichello    | Stewart - Ford       | 52   | +1 giro            | 13      |       |
| 9   | 22 | Jacques Villeneuve    | BAR - Supertec       | 52   | +1 giro            | 11      |       |
| 10  | 10 | Alexander Wurz        | Benetton - Playlife  | 52   | +1 giro            | 15      |       |
| 11  | 12 | Pedro Diniz           | Sauber - Petronas    | 52   | +1 giro            | 17      |       |
| 12  | 23 | Ricardo Zonta         | BAR - Supertec       | 52   | +1 giro            | 18      |       |
| 13  | 14 | Pedro de la Rosa      | Arrows               | 51   | +2 giri            | 21      |       |
| 14  | 9  | Giancarlo Fisichella  | Benetton - Playlife  | 47   | Motore             | 14      |       |
| Rit | 15 | Toranosuke Takagi     | Arrows               | 43   | Cambio             | 19      |       |
| Rit | 20 | Luca Badoer           | Minardi - Ford       | 43   | Motore             | 22      |       |
| Rit | 2  | David Coulthard       | McLaren - Mercedes   | 39   | Problema idraulico | 3       |       |
| Rit | 21 | Marc Gené             | Minardi - Ford       | 31   | Cambio             | 20      |       |
| Rit | 7  | Damon Hill            | Jordan - Mugen-Honda | 21   | Ritiro volontario  | 12      |       |
| Rit | 18 | Olivier Panis         | Prost - Peugeot      | 19   | Alternatore        | 6       |       |
| Rit | 19 | Jarno Trulli          | Prost - Peugeot      | 3    | Motore             | 7       |       |
| Rit | 5  | Alessandro Zanardi    | Williams - Supertec  | 0    | Elettrico          | 16      |       |

## Classifiche

### Piloti
| Pos. | Pilota                | Punti |
| ---- | --------------------- | ----- |
| 1    | Mika Häkkinen         | 76    |
| 2    | Eddie Irvine          | 74    |
| 3    | Heinz-Harald Frentzen | 54    |
| 4    | David Coulthard       | 48    |
| 5    | Michael Schumacher    | 44    |
| 6    | Ralf Schumacher       | 35    |
| 7    | Rubens Barrichello    | 21    |
| 8    | Johnny Herbert        | 15    |
| 9    | Giancarlo Fisichella  | 13    |
| 10   | Mika Salo             | 10    |
| 11   | Jarno Trulli          | 7     |
| 11   | Damon Hill            | 7     |
| 13   | Alexander Wurz        | 3     |
| 13   | Pedro Diniz           | 3     |
| 15   | Olivier Panis         | 2     |
| 15   | Jean Alesi            | 2     |
| 17   | Pedro de la Rosa      | 1     |
| 17   | Marc Gené             | 1     |

### Costruttori
| Pos. | Team                 | Punti |
| ---- | -------------------- | ----- |
| 1    | Ferrari              | 128   |
| 2    | McLaren - Mercedes   | 124   |
| 3    | Jordan - Mugen-Honda | 61    |
| 4    | Stewart - Ford       | 36    |
| 5    | Williams - Supertec  | 35    |
| 6    | Benetton - Playlife  | 16    |
| 7    | Prost - Peugeot      | 9     |
| 8    | Sauber - Petronas    | 5     |
| 9    | Arrows               | 1     |
| 9    | Minardi - Ford       | 1     |

## Fonti
- Sito di The Official Formula 1, su formula1.com. URL consultato il 16 marzo 2009.
- Autosprint, Autosprint n.44/1999.